# Dorfkirche Kloster Wulfshagen

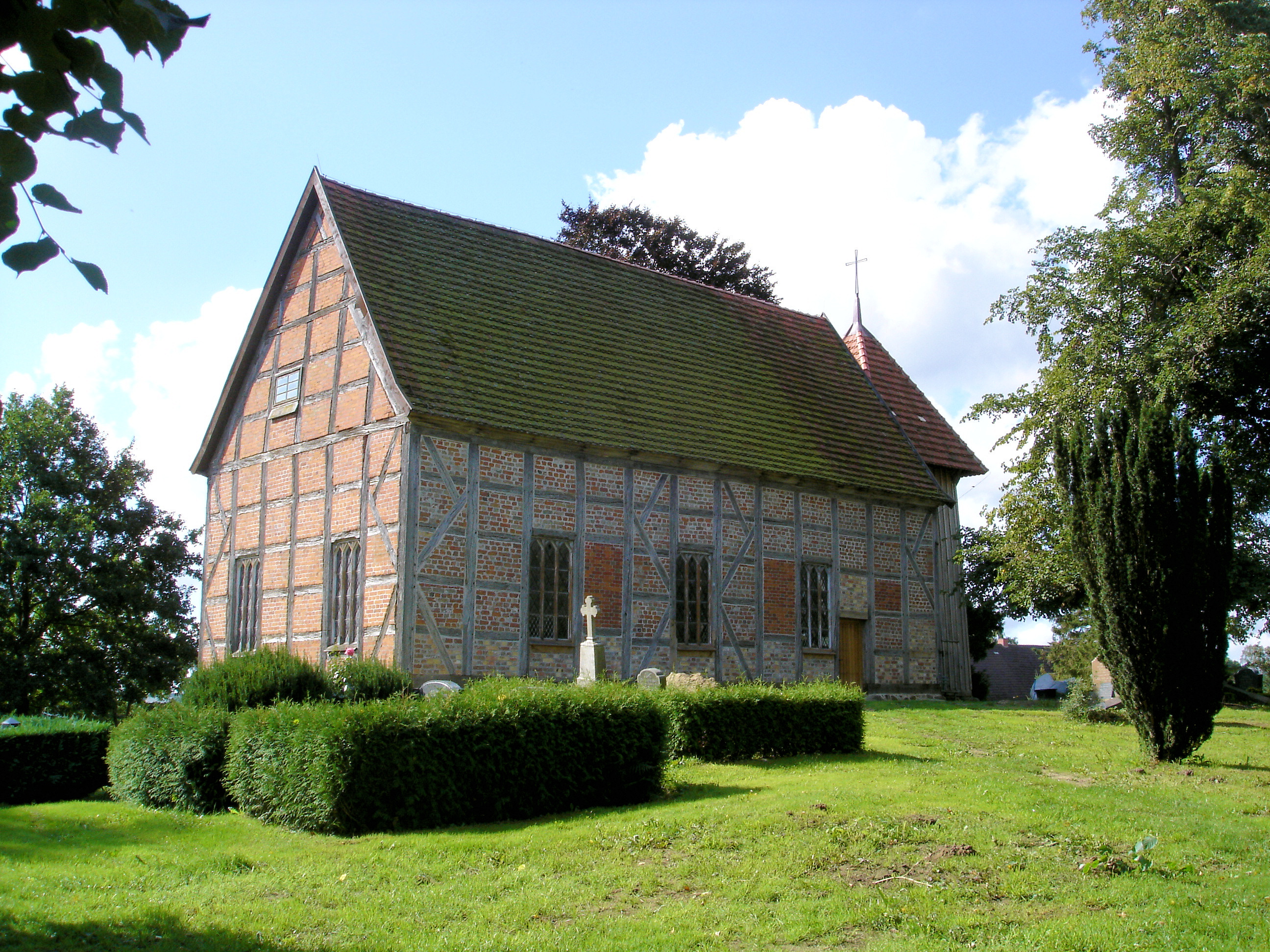
Die Kirche in Kloster Wulfshagen

Die Kirche Kloster Wulfshagen ist ein aus dem 18. Jahrhundert stammendes Kirchengebäude der evangelisch-lutherischen Kirchengemeinde Marlow im Ortsteil Kloster Wulfshagen. Die Kirchengemeinde gehört zur Propstei Rostock im Kirchenkreis Mecklenburg der Evangelisch-Lutherischen Kirche in Norddeutschland (Nordkirche).

## Geschichte und Ausstattung
Die in Fachwerk errichtete Kirche entstand um 1750. Das einschiffige Langhaus besitzt einen verbretterten, nach Westen ausgerichteten Glockenturm aus Eichenholz mit vierseitigem Pyramidendach und ist zum Teil aus Material einer Vorgängerkirche erbaut.
Der Innenraum weist eine flache hölzerne Tonnendecke auf. Der Altar, der Elemente der Gotik und des Barock aufweist, zeigt Darstellungen aus dem Leben Jesu Christi. Der Schnitzaltar mit zwölf Reliefs zur Mariengeschichte und Passion Christi wurde 1500 gefertigt, die Kanzel mit Schalldeckel, die ehemalige Patronatsloge, der Pastorenstuhl, das Gemeindegestühl und die Westempore um 1800.
Das Geläut der Kirche besteht aus einer Glocke aus dem 15. Jahrhundert, ohne Schmuck und Inschrift. Am Balken daneben steht die Inschrift „Anno 1696 den 8. Octobris“.

## Sanierung

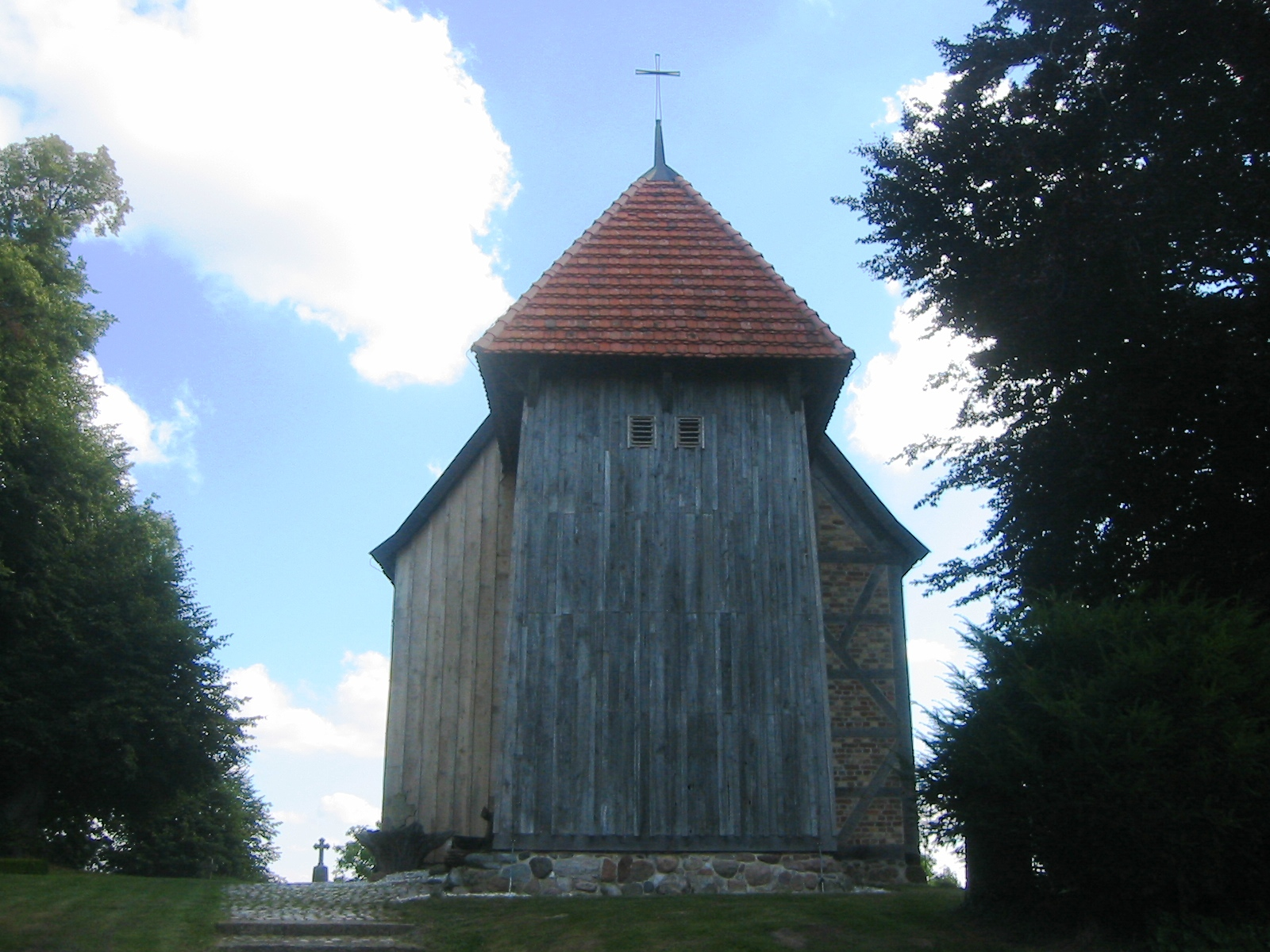
Turm der Kirche

Ende der 1990er Jahre befand sich die Kirche in einem schlechten Allgemeinzustand. 2001 und 2003 erfolgte zunächst mit Hilfe von Patronatsmitteln die Instandsetzung des Daches mit alten Biberschwanzziegeln. 2003 gründete sich ein Förderverein Kirche Kloster Wulfshagen, der die weiteren Arbeiten vorantrieb. 2004 konnte so zunächst das Podest und der Altartisch, 2005 die Glockenaufhängung erneuert und der Glockenturm saniert werden. Seit dieser Zeit trägt der Turm auf seiner Spitze ein Kreuz. Im darauf folgenden Jahr erfolgten die Sanierung des Harmoniums sowie der Leuchter an den Bänken. 2007 wurden Teile des Fachwerkhauses an der Nord- und Südseite instand gesetzt. Dabei wurden gleichzeitig die Fensterbänke erneuert. Im Innenraum stabilisierte man die neu aufgestellten Bänke. Ein Jahr später wurde an der Kanzel eine neue Unterkonstruktion angebracht; die die Kirche umgebende Friedhofsmauer wurde saniert und der Kircheingang neu gestaltet. Der Ostgiebel sowie die beiden Fenster wurden 2009 erneuert, ein Jahr später die Fenster an der Nord- und Südseite. Außerdem wurde 2009 das Tonnengewölbe restauriert, der Innenputz sowie der Steinfußboden neu angebracht bzw. verlegt. 2011 wurden die Arbeiten mit der Restaurierung des Altars, der Kanzel, der Empore, des Gestühls und des Sakristeischränkchens abgeschlossen. Die Arbeiten wurden am 21. Juni 2011 fertiggestellt.